# 近畿地方の道路一覧
近畿地方の道路一覧 （きんきちほうのどうろいちらん） は、近畿地方の道路を近畿地方内の地域別に分けた一覧である。 

## 解説
- 「超広域」とは、その地域を走り、なおかつ他の地域にまたがって走る道路である。
- 「広域」とは、その地域内の複数の部分にまたがった道路であり、地域内で完結している。
- 「未区分」は、地域内の区分が編集されていない。

## 超広域
- E1 名神高速道路（小牧 - 西宮）
- E1A 伊勢湾岸自動車道（豊田東JCT - 四日市JCT）
- E27 舞鶴若狭自動車道（吉川JCT - 敦賀）
- E2A 中国自動車道（吹田JCT - 下関）
- E2 山陽自動車道（神戸JCT - 下関）
- E29 鳥取自動車道（佐用JCT - 鳥取）
- E8 北陸自動車道（新潟中央JCT - 米原JCT）
- E28 神戸淡路鳴門自動車道（神戸西 - 鳴門）
- E9 山陰近畿自動車道（鳥取 - 宮津天橋立）
- 伊吹山ドライブウェイ（関ヶ原 - 米原）
- 国道1号（東京都中央区 - 大阪府大阪市）
- 国道2号（大阪府大阪市 - 福岡県北九州市）
- 国道8号（新潟県新潟市 - 京都府京都市）
- 国道9号（京都府京都市 - 山口県下関市）
- 国道21号（岐阜県瑞浪市 - 滋賀県米原市）
- 国道23号（愛知県豊橋市 - 三重県伊勢市）（名四国道）
- 国道27号（福井県敦賀市 - 京都府船井郡京丹波町）
- 国道28号（兵庫県神戸市 - 徳島県徳島市）
- 国道29号（兵庫県姫路市 - 鳥取県鳥取市）
- 国道42号（静岡県浜松市 - 和歌山県和歌山市）
- 国道161号（福井県敦賀市 - 滋賀県大津市）
- 国道162号（京都府京都市 - 福井県敦賀市）
- 国道178号（京都府舞鶴市 - 鳥取県岩美郡岩美町）
- 国道179号（兵庫県姫路市 - 鳥取県東伯郡湯梨浜町）
- 国道250号（兵庫県神戸市 - 岡山県岡山市）
- 国道258号（岐阜県大垣市 - 三重県桑名市）
- 国道259号（三重県鳥羽市 - 愛知県豊橋市）
- 国道303号（岐阜県岐阜市 - 福井県三方上中郡若狭町）
- 国道365号（石川県加賀市 - 三重県四日市市）
- 国道367号（京都府京都市 - 福井県三方上中郡若狭町）
- 国道373号（兵庫県赤穂市 - 鳥取県鳥取市）
- 国道429号（岡山県倉敷市 - 京都府福知山市）
- 国道436号（兵庫県姫路市 - 香川県高松市）
- 国道475号（愛知県豊田市 - 三重県四日市市）
- 国道482号（京都府宮津市 - 鳥取県米子市）

## 広域
- E1A 新名神高速道路（四日市JCT - 神戸JCT）
- E23 東名阪自動車道（名古屋西JCT - 伊勢関JCT）
- E25 名阪国道（亀山 - 天理）
- E25 西名阪自動車道（天理 - 松原JCT）
- 阪神高速道路
- E26/E42 阪和自動車道（松原JCT - 有田、御坊 - 南紀田辺）
- 琵琶湖西縦貫道路（京都東 - 木ノ本）
- E24 京奈和自動車道
- E88 京滋バイパス（瀬田東 - 大山崎JCT）
- 鈴鹿峠バイパス
- 五条バイパス
- E89 第二京阪道路
- 枚方バイパス
- 信貴生駒スカイライン
- 阪奈道路
- E92 第二阪奈道路
- E91 南阪奈道路
- 中和幹線
- 第二阪和国道
- 大阪橋本道路
- 五條新宮道路
- 国道24号（京都府京都市 - 和歌山県和歌山市）
- 国道25号（三重県四日市市 - 大阪府大阪市）
- 国道26号（大阪府大阪市 - 和歌山県和歌山市）
- 国道43号（大阪府大阪市 - 兵庫県神戸市）
- 国道163号（大阪府大阪市 - 三重県津市）
- 国道165号（大阪府大阪市 - 三重県津市）
- 国道166号（大阪府羽曳野市 - 三重県松阪市）
- 国道168号（和歌山県新宮市 - 大阪府枚方市）
- 国道169号（奈良県奈良市 - 和歌山県新宮市）
- 国道171号（京都府京都市 - 兵庫県神戸市）
- 国道173号（大阪府池田市 - 京都府綾部市）
- 国道175号（兵庫県明石市 - 京都府舞鶴市）
- 国道176号（京都府宮津市 - 大阪府大阪市）
- 国道306号（三重県津市 - 滋賀県彦根市）
- 国道307号（滋賀県彦根市 - 大阪府枚方市）
- 国道308号（大阪府大阪市 - 奈良県奈良市）
- 国道309号（三重県熊野市 - 大阪府大阪市）
- 国道310号（大阪府堺市 - 奈良県五條市）
- 国道311号（三重県尾鷲市 - 和歌山県西牟婁郡上富田町）
- 国道312号（京都府宮津市 - 兵庫県姫路市）
- 国道368号（三重県伊賀市 - 奈良県宇陀郡御杖村 - 三重県松阪市）
- 国道369号（奈良県奈良市 - 三重県松阪市）
- 国道370号（和歌山県海南市 - 奈良県奈良市）
- 国道371号（大阪府河内長野市 - 和歌山県東牟婁郡串本町）
- 国道372号（京都府亀岡市 - 兵庫県姫路市）
- 国道421号（三重県桑名市 - 滋賀県近江八幡市）
- 国道422号（滋賀県大津市 - 三重県北牟婁郡紀北町）
- 国道423号（大阪府大阪市 - 京都府亀岡市）
- 国道425号（三重県尾鷲市 - 和歌山県御坊市）
- 国道426号（兵庫県豊岡市 - 京都府福知山市）
- 国道477号（三重県四日市市 - 大阪府池田市）
- 国道480号（大阪府泉大津市 - 和歌山県高野山 - 和歌山県有田市）

## 三重県

### 広域
- E23 伊勢自動車道（伊勢関 - 伊勢）
- E42 紀勢自動車道（勢和多気JCT - 尾鷲北IC）
- E42 熊野尾鷲道路（尾鷲北IC - 熊野大泊IC）
- 国道167号（三重県志摩市阿児町 - 三重県伊勢市）
- 国道260号（三重県志摩市阿児町 - 三重県北牟婁郡紀北町）

### 県道
- 三重県の県道一覧

### 津市
- 近鉄道路（津市万町 - 津市藤方）
- フェニックス通り（津市中央 - 津市なぎさまち）

### 四日市市
- 国道164号（三重県四日市港 - 三重県四日市市諏訪町）

### バイパス
- 亀山バイパス（国道1号・国道25号、亀山市）
- 関バイパス（国道1号、亀山市）
- 中勢バイパス（国道23号線、津市）
- 松阪多気バイパス（国道42号、松阪市 - 多気郡多気町）
- 紀宝バイパス（国道42号、紀宝町）
- 南河路バイパス（国道163号、津市）
- 長野峠バイパス（国道163号、津市 - 伊賀市）
- 久居バイパス（国道165号、津市高茶屋 - 津市久居中町）
- 上野名張バイパス（国道368号、伊賀市- 名張市）

## 滋賀県

### 広域
- 近江大橋（大津市 - 草津市）
- 琵琶湖大橋（国道477号、大津市 - 守山市）
- 大津湖南幹線（大津市 - 野洲市）
- 山手幹線（大津市 - 栗東市）
- 甲賀湖南道路（国道1号、栗東市 - 甲賀市）
- 日野水口グリーンバイパス（国道307号、日野町 - 甲賀市）
- 野洲栗東バイパス（国道8号、野洲市 - 栗東市）
- 米原バイパス（国道8号、長浜市 - 彦根市）

### 県道
- 滋賀県の県道一覧

### 大津市
- 比叡山ドライブウェイ
- 途中トンネル（国道367号・国道477号）

### 長浜市
- 長浜バイパス（国道8号）
- 塩津バイパス（国道8号）
- 奥琵琶湖パークウェイ

## 京都府

### 広域
- E9 京都縦貫自動車道
- 国道478号（京都府宮津市 - 京都府久世郡久御山町）

### 府道
- 京都府の府道一覧

### 京都市
- 京都高速道路（新十条通）
- 嵐山-高雄パークウエイ

### 舞鶴市
- 国道177号（京都府舞鶴港 - 京都府舞鶴市字魚屋）

## 大阪府

### 広域
- E26 近畿自動車道（松原JCT - 吹田JCT）
- 新御堂筋
- E90 堺泉北道路
- 鳥飼仁和寺大橋
- 鳥飼大橋
- 国道170号（大阪府高槻市 - 大阪府泉佐野市）
- 国道479号（大阪府豊中市 - 大阪府大阪市住之江区）

### 府道
- 大阪府の府道一覧

### 大阪市
- なみはや大橋
- 菅原城北大橋
- 大阪港咲洲トンネル
- 国道172号（大阪府大阪港 - 大阪府大阪市中央区）

### 箕面市
- 箕面有料道路

### 池田市
- 五月山ドライブウェイ

### 泉佐野市
- E71 関西空港自動車道（泉佐野JCT - りんくうJCT）
- 国道481号（大阪府関西国際空港 - 大阪府泉佐野市上之郷）

## 兵庫県

### 広域
- 西神自動車道（垂水JCT・IC - 三木JCT）
- E29 播磨自動車道（播磨JCT - 宍粟JCT）
- E72 北近畿豊岡自動車道
- E95 播但連絡道路
- E93 第二神明道路
- 神戸西バイパス（E94 第二神明北線）
- 加古川バイパス
- 姫路バイパス
- 太子竜野バイパス
- 東播磨南北道路
- 明姫幹線
- 国道427号（兵庫県明石市 - 兵庫県朝来郡山東町）
- 国道428号（兵庫県神戸市 - 兵庫県三木市）
- 国道483号（兵庫県豊岡市 - 兵庫県氷上郡春日町）
- 芦有ドライブウェイ
- 山手幹線（兵庫県尼崎市 - 兵庫県神戸市）
- 第二但馬海岸道路（兵庫県豊岡市 - 兵庫県香美町）

### 県道
- 兵庫県の県道一覧

### 神戸市
- 国道174号（兵庫県神戸港 - 兵庫県神戸市中央区）
- 六甲北有料道路
- 六甲山トンネル
- 市道夢野白川線（旧西神戸有料道路）
- 山麓バイパス
- 浜手バイパス
- 阪神高速32号新神戸トンネル
- ハーバーハイウェイ
- 神戸大橋
- 摩耶大橋
- 表六甲ドライブウェイ
- 裏六甲ドライブウェイ
- 奥摩耶ドライブウェイ
- 有馬街道

### 姫路市
- 姫路西バイパス
- 姫路北バイパス

### 西宮市
- 西宮北道路

### 豊岡市
- 但馬海岸道路

### 南あわじ市
- うずしおライン

## 奈良県

### 県道
- 奈良県の県道一覧

### 奈良市
- 奈良奥山ドライブウェイ

## 和歌山県

### 広域
- E42 湯浅御坊道路（有田IC - 御坊IC）
- E42 紀勢自動車道（南紀田辺IC - すさみ南IC）
- E42 那智勝浦新宮道路（新宮市三輪崎 - 市屋）
- 高野龍神スカイライン
- 国道424号（和歌山県田辺市 - 和歌山県紀の川市）

### 県道
- 和歌山県の県道一覧

### 和歌山市
- 紀の川河口大橋

### 那智勝浦町
- 那智山スカイライン